# Пандеизм
Пандеи́зм (от греч. παν — всё, всякий и лат. deus — бог) — философское учение, сочетающее пантеизм и деизм. То есть признающее божество началом и основой всех вещей (всё есть Бог), обожествляющее Вселенную, природу, но отрицающее личного Бога, Откровение и Провидение, и вообще богословское, догматическое учение. Самая обширная книга по пандеизму была написана Максом Бернхардом Вайнштейном в 1910 году.

## История

### Древность
Первые предпосылки появления воззрений, подходящих на пандеизм, были обнаружены Максом Вайнштейном в учениях древнегреческого философа Ксенофана, относящихся к VI веку до н. э., который утверждал, что Бог, хоть и не движется, но тем не менее всё слышит и видит. Это были первые предпосылки к появлению монотеизма, а также первая попытка отойти от Бога как некой конкретной личности. Также, отдельные черты пандеизма были обнаружены в учениях китайского философа Лао-цзы, хотя они и относились к даосизму, и в индийской Бхагавадгите.
Идеи в духе пандеизма можно проследить не только в учениях Ксенофана, но и у других древнегреческих философов. Их можно наблюдать у стоиков, в учениях Гераклита и в трудах платоников и пифагорейцев. Положение о том, что сама Вселенная есть всеобъемлющий Бог, нашло отражение и у Крисиппа, философа III века до н. э.

### Средневековье
Теорию о том, что Бог сотворил мир из себя самого, Вайнштейн обнаружил в учении теолога IX века Иоанна Скота Эриугены. Он пишет, что Вселенная состоит из нескольких элементов: Бога как первоначала, платоновского мира идей, физической составляющей Вселенной и Бога, как цели всего сущего, того, к чему оно в итоге возвращается. 
Пандеистические мотивы Вайнштейн отметил и в рассуждениях нескольких других средневековых философов. Например, мыслитель Франциск Меркурий ван Гельмонт писал о том, что дух и материя неразрывно связаны, и что материя есть проявление духа высшего божества. В представлении Джордано Бруно Бог не был чем-то определённым, чётко ограниченным, не являлся физическим существом, а был чем-то вездесущим и всеобъемлющим, в чём, по мнению Вайнштейна и ряда других исследователей, можно усмотреть явные идеи пандеизма.